# Maciej Aksler
Maciej Lech Aksler (ur. 17 maja 1947 w Kwidzynie, zm. 29 lipca 2006 pod Poznaniem) – polski pilot doświadczalny.

## Życiorys
Syn Zbigniewa i Anny z Kosteneckich. Jego ojciec kierował związkiem „Samopomoc Chłopska”, a matka organizowała służbę zdrowia w Kwidzynie. W 1950 roku jego rodzina przeprowadziła się do Warszawy, gdzie ukończył szkołę podstawową, a 1966 roku Technikum Mechaniczne. Po uzyskaniu matury rozpoczął studia na Wydziale Mechanicznym Energetyki i Lotnictwa Politechniki Warszawskiej, które ukończył w marcu 1973 roku jako magister inżynier ze specjalnością osprzęt i automatyka lotnicza. W kwietniu 1973 roku podjął pracę w Oddziale Prób w Locie WSK-Okęcie. W kwietniu 1974 r. został przeniesiony na stanowisko konstruktora-obserwatora prób w locie. Odpowiadał za przygotowanie prób, nadzorował ich wykonanie oraz opracowywał ich wyniki. Uczestniczył w lotach doświadczalnych jako obserwator. Od 15 lipca 1978 roku pracował w charakterze konstruktora-pilota. W kwietniu 1991 roku został kierownikiem Oddziału Prób w Locie w zakładach PZL Warszawa-Okęcie.
Zainteresowanie lotnictwem przejawiał już od dzieciństwa, w 1959 roku został członkiem modelarni lotniczej w Pałacu Kultury i Nauki. W 1971 roku rozpoczął szkolenie szybowcowe w Aeroklubie Warszawskim, w lipcu 1973 roku zdobył Srebrną Odznakę Szybowcową, a w październiku tego samego roku spełnił pierwszy warunek do otrzymania Złotej Odznaki Szybowcowej. Szkolenie lotnicze rozpoczął w 1974 roku w Świdniku. 30 maja 1978 uzyskał licencję pilota samolotowego zawodowego. Rozwijał posiadane uprawnienia i 17 lutego 1982 roku otrzymał uprawnienia pilota samolotowego doświadczalnego II klasy. I klasę pilota doświadczalnego uzyskał 1 grudnia 1987 roku.
Oblatał 10 nowych konstrukcji lotniczych, 17 ich modyfikacji oraz kilkaset maszyn seryjnych budowanych w PZL, takich jak: PZL-104 Wilga, PZL-106 Kruk, PZL-126 Mrówka, PZL-150 Koliber (i jego odmiana PZL 112 Junior), PZL-130 Orlik, w tym większość lotów badawczych nowszej wersji TC-II. Badał w locie (pierwszy oblot i dalsze badania) również inne maszyny konstruowane poza PZL – np. Aero AT-3, DEKO-9 Magic, I-23, Sky Cruiser.
W czasie pracy jako pilot doświadczalny miał jeden wypadek na samolocie PZL-106 Kruk SP-PBL (wersja z mocniejszym silnikiem ASz-62IR). Podczas prezentacji samolotu 5 kwietnia 1984 roku, wskutek silnego wiatru samolot był znoszony i podczas bardzo głębokiego zakrętu doszło do ześlizgu i uderzenia w blaszaną wiatę. Pilot – poza szokiem – nie odniósł obrażeń.
Miał uprawnienia instruktora-pilota, wykonywał też inne loty, np. loty obserwacyjno-patrolowe związane z pożarami lasów. Zajmował się też badaniem samolotów ultralekkich.
Do przedwczesnej śmierci wylatał (nalot ogólny) na samolotach 5423 godziny, w tym 3590 godzin w lotach doświadczalnych. Posiadał uprawnienia do wykonywania lotów na 72 typach samolotów.
Został pochowany na Powązkach Starych (kwatera 154b rząd 6 grób 21) w Warszawie.
W dniu 30 maja 2012 roku z inicjatywy Instytutu Lotnictwa odsłonięto w jego rodzinnym Kwidzynie tablicę pamiątkową na domu przy ulicy Braterstwa Narodów 52, w którym się urodził.

## Wypadek
Zginął podczas badań w locie samolotu Sky Cruiser B o znaku rozpoznawczym SP–SARA 29 lipca 2006 roku. Cytat z raportu końcowego:

W dniu 29.07.2006 r. z lotniska w Bednarach samolotowy pilot zawodowy, mężczyzna lat 59, posiadający uprawnienia TPR 1, wykonywał loty doświadczalne na ultralekkim samolocie Sky Cruiser B SP–SARA. W trzecim w tym dniu locie doświadczalnym podczas lotu w kierunku do lotniska na wysokości ok. 500 m, nastąpiło odpadniecie prawego skrzydła. Użycie spadochronowego systemu ratunkowego spowodowało odpadniecie lewego skrzydła.